# كرايسس وار هيد
كرايسس وار هيد (بالإنجليزية: Crysis Warhead) هي لعبة لعبة حاسوب تصويب خيال علمي من المنظور الأول مطورة من قبل كرايتيك الالمجري ومنشورة من قبل إلكترونيك آرتس. كرايسس بتاريخ 12 سبتمبر 2008 في أوروبا و 16 سبتمبر 2008 وار هيد هي حزمة تطوير مستقلة بذاتها ولاتحتاج تنصيب كرايسس للعبها.
'نظرة عامة:'
كرايسس وار هيد هي مثل كرايسس الأولى حيث تقع أحداثها في 2020 لما كشفت حضارة فضائية في جزر لانجشن شرق الفلبين. يتحكم اللاعب بشخصية من فرقة رابتر وهم جنود أمريكيون يلبسون بدلات بتقنية النانو